# Baban
Baban (arab. بابان) – wieś w Syrii, w muhafazie Aleppo, w dystrykcie Ajn al-Arab. W 2004 roku liczyła 660 mieszkańców.